# Periptera punicea
Periptera punicea là một loài thực vật có hoa trong họ Cẩm quỳ. Loài này được (Lag.) DC. mô tả khoa học đầu tiên năm 1824.